# 八宝飯 (芥川龍之介)
八宝飯（ぱーぱおはん、八寶飯）は芥川龍之介の随筆。3編からなる。
『文藝春秋』1923年3月号に「瑯玡山客」の名義で掲載された。単行本には収録されておらず、書籍化は『芥川龍之介全集』第9巻が初となった。

## 収録作

### 石敢当
石敢当の起源はよく分からない。

### 猥談
我鬼は佐佐木味津三の文を『猥談』を名付けるように勧める。佐佐木は受け入れる。語り手は佐佐木の才能を評価し、『猥談』と呼ぶのは見る目がないと言う。

### 赤大根
江口はプロレタリア文学を書いている。盛り上がるにしたがって、プロレタリアに転向する人々を江口は「赤大根」と揶揄した。語り手は、プロレタリアの増加はロシア革命がきっかけではないかと述べる。そして語り手は、江口は自らがプロレタリアに転向させた人々に情けをかけるべきだと主張する。
田中純は、昔の人とは違って文藝春秋のゴシップが卑俗だと批判する。語り手は、今も昔も卑俗なゴシップは好まれていると反論する。そして、昔の人を買いかぶることはまれではないが、今の人を買いかぶることはないと主張する。今の人を罵るのは危険だと言う。